# Estancia (Nuevo México)
Estancia es un pueblo ubicado en el condado de Torrance en el estado estadounidense de Nuevo México. En el Censo de 2010 tenía una población de 1655 habitantes y una densidad poblacional de 110,78 personas por km².

## Geografía
Estancia se encuentra ubicado en las coordenadas 34°45′46″N 106°1′25″O / 34.76278, -106.02361. Según la Oficina del Censo de los Estados Unidos, Estancia tiene una superficie total de 14,94 km², de la cual 14,88 km² corresponden a tierra firme y (0,4%) 0,06 km² es agua.

## Descripción
Esta ciudad se encuentra a 1.875 m s. n. m., situada en el corazón del Valle de Estancia, al norte se encuentra la localidad vecina de Moriarty (Nuevo México), "Estancia" (que significa "lugar de descanso") es rica en historia y carácter.
A lo largo de su historia, ha sido una parada obligada para los viajeros de la región, gracias a su lago limpio, alimentado por manantiales.
La zona ha sido históricamente asociada con la agricultura y la  ganadería, además fue la sede central de trenes de Nuevo México durante más de dos décadas.
La ciudad cuenta con un municipio que le brinda a la localidad el servicio de agua potable, recolección de basura y de alcantarillado.
Cuenta con el servicio de gas natural, estación de servicio, restaurantes y comercios en general.
El lago ofrece a los residentes y visitantes la práctica de la pesca, lugares para pícnic  y otras actividades de recreación.
Estancia es el lugar donde se desarrolla la "Feria del condado de Torrance", ofreciendo el predio para el rodeo, cuenta además con  una cancha de béisbol. La ciudad es propietaria del "Aeropuerto Municipal de Estancia".

## Demografía
Según el censo de 2010, había 1655 personas residiendo en Estancia. La densidad de población era de 110,78 hab./km². De los 1655 habitantes, Estancia estaba compuesto por el 69,97% blancos, el 3,44% eran negros, el 5,5% eran amerindios, el 0,3% eran asiáticos, el 0,18% eran isleños del Pacífico, el 17,04% eran de otras razas y el 3,56% pertenecían a dos o más razas. Del total de la población el 47,31% eran hispanos o latinos de cualquier raza.